# Oirase
Oirase (おいらせ町, Oirase-chō) est un bourg du district de Kamikita, dans la préfecture d'Aomori au Japon.

## Géographie

### Situation
Le bourg d'Oirase est situé sur la côte de l'océan Pacifique, dans le sud-est de la préfecture d'Aomori.

### Municipalités limitrophes
| Misawa | Misawa | océan Pacifique |
| Nanbu  | Oirase | océan Pacifique |
| Nanbu  | Gonohe | Hachinohe       |

### Démographie
Oirase comptait 25 134 habitants lors du recensement du 1er mai 2014. En octobre 2024, la population était de 25 190 habitants.

### Hydrographie
Oirase est traversé au sud par le fleuve Oirase, qui donne son nom au bourg.

## Histoire
Le bourg d'Oirase a été créé le 1er mars 2006 à la suite de la fusion des anciens bourgs de Momoishi et Shimoda.

## Transports
Oirase est desservie par la ligne Aoimori Railway de la compagnie Aoimori Railway.